# Каррассо, Седрик
Седри́к Каррассо́ (фр. Cédric Carrasso; 30 декабря 1981, Авиньон) — французский футболист, вратарь.

## Клубная карьера
Каррассо перешёл в основную команду «Марселя» в 1999 году, но в основном составе заиграть не смог. Два раза его отдавали в аренду: в 2001 году он отправился в «Кристал Пэлас», где у него ничего не получилось, и в 2004 в «Генгам», где была острая проблема с вратарями и где он провёл весь сезон. По возвращении в «Марсель» всё равно не смог стать игроком основы, поскольку команду пополнил харизматичный Фабьен Бартез. Только после ухода Фабьена Седрик смог стать игроком основного состава. 27 августа 2007 года получил серьёзную травму на тренировке и выбыл на полгода. Из-за этого он потерял место в составе, теперь ворота «Марселя» защищал Стив Манданда.
В июле 2008 года Седрик перешёл из «Марселя» в «Тулузу» за 2,5 млн евро. В «Тулузе» он отыграл весь сезон, после чего им заинтересовался «Бордо». 30 июня 2009 года Седрик подписал контракт с «жирондинцами» на 4 года. Сумма трансфера составила 8 млн евро.

## Достижения
«Бордо»
- Обладатель кубка Франции: 2012/13
- Обладатель суперкубка Франции: 2009
- Финалист суперкубка Франции: 2013

 «Галатасарай»
- Чемпион Турции: 2017/18

## Личная жизнь
Брат Седрика, Жоанн Каррассо, также является футбольным вратарём.